# 1941 w Wojsku Polskim
Kalendarium Wojska Polskiego 1941 - strona przedstawia wydarzenia w Wojsku Polskim w roku 1941.

## 1941
Polskie dywizjony myśliwskie PSP wykonały 12 902 loty bojowe, zestrzeliły na pewno 198 samolotów niemieckich, prawdopodobnie 52 i uszkodziły 57

## Styczeń
1 stycznia
- Powstał zalążek polskiego Sztabu Dowództwa Lotnictwa Bombowego w postaci placówki polskiego oficera łącznikowego przy Dowództwie Lotnictwa Bombowego RAF Bomber Command, a 29 stycznia placówkę tę objął płk pil. Stanisław Karpiński[1].

4 stycznia
- Podpisano umowę polsko-francuską dotyczącą odbudowy wojska oraz lotnictwa.

- Kontradmirał Jerzy Świrski otrzymał od rządu brytyjskiego Order Łaźni za walkę ze wspólnym wrogiem.
- ORP „Piorun” wziął udział w konwoju do Islandii (powrót 22 stycznia 1941).

8 stycznia
- Na lotnisku Acklington sformowano 315 Dywizjon Myśliwski „Dębliński”, a jego pierwszym dowódcą został mjr pil. Stanisław Pietraszkiewicz[1].

19 stycznia
- Przekazano Marynarce Wojennej okręt podwodny ORP „Sokół”.

22 stycznia
- Komendant główny Związku Walki Zbrojnej wydał rozkaz o apolityczności organizacji[2].

## Luty
14 lutego
- Naczelny Wódz generał Władysław Sikorski nakazał wzmożenie akcji sabotażowych[2].

15 lutego
- Na lotnisku Pembrey sformowano 316 Dywizjon Myśliwski „Warszawski”, a jego pierwszym dowódcą został kpt. pil. Juliusz Frey[1].

16 lutego
- Dokonano pierwszego zrzutu „cichociemnych”[2].

20 lutego
- Na lotnisku Acklington sformowano 317 Dywizjon Myśliwski „Wileński”, jego pierwszym dowódcą został mjr pil. Stanisław Brzezina[1].

## Marzec
Utworzono Kierownictwo Walki Cywilnej.
11 marca
- Naczelny Wódz i Minister Spraw Wojskowych generał dywizji Władysław Sikorski podpisał rozkaz L.dz. 555/tjn./O.I./Og.Org./41 Organizacja Naczelnych Władz Sił Zbrojnych i Centralnych Instytucji Wojskowych. Zgodnie z tym rozkazem „uprawnienia Naczelnego Wodza i Ministra Spraw Wojskowych w czasie wojny określał dekret Prezydenta RP z dnia 1 września 1939 roku (...) zasady, na jakich Naczelny Wódz sprawował dowództwo nad Polskimi Siłami Zbrojnymi na terenie Imperium Brytyjskiego, ZSRR i krajów sprzymierzonych, ustalały umowy zawarte z rządami tych krajów”. Dalej w rozkazie stwierdzono, że „Lotnictwo (zorganizowane na podstawie umowy polsko-brytyjskiej z dnia 6 sierpnia 1940 roku), stanowiące część Polskich Sił Zbrojnych na emigracji, wchodzi tymczasowo, organicznie w skład Brytyjskich Sił Powietrznych (...) Szef Kierownictwa Marynarki Wojennej jest Dowódcą Marynarki Wojennej, koncentrującym w swym ręku wszystkie sprawy Marynarki Wojennej z wyjątkiem czynności zastrzeżonych umowami dla władz morskich brytyjskich (...)”. Rozkaz wszedł w życie z dniem ogłoszenia. Jednocześnie unieważniony został rozkaz L.dz. 397/tjn./O.I./Og.Org./40 z 30 sierpnia 1940 roku Organizacja Naczelnych Władz Sił Zbrojnych[3].

22 marca
- 300 i 301 Dywizjony Bombowe po raz pierwszy wzięły udział w wyprawie bombowej na Berlin[1][4].

23 marca
- Generał Władysław Sikorski przebywał z wizytą w Stanach Zjednoczonych[4]}.

## Kwiecień
5 kwietnia
- W Ottawie ogłoszono deklarację polsko-kanadyjską w sprawie utworzenia Polskich Sił Zbrojnych w Kanadzie dla służby za Oceanem, w Europie[4]}.

15 kwietnia
- Na lotnisku Northolt utworzono 1 Polskie Skrzydło Myśliwskie[1].

13 kwietnia
- NKWD aresztowało gen. Nikodema Sulika - komendanta Okręgu Wilno.

20 kwietnia
- MW przekazano niszczyciel HMS „Silverton”.

21 kwietnia
- Generał Sosnkowski przekazał Brytyjczykom zdobyte przez Związek Walki Zbrojnej informacje dotyczące koncentracji wojsk niemieckich szykujących się do uderzenia na ZSRR[2].

25 kwietnia
- 304 i 305 Dywizjony Bombowe po raz pierwszy wzięły udział w wyprawie bombowej na Rotterdam[1].

## Maj
- Na dworcu kolejowym w Charkowie zmarł płk dypl. Marian Mochnacki, były dowódca XIII Brygady Kawalerii w Płocku[5].

10 maja
- Komendant Związku Walki Zbrojnej wydał rozkaz w sprawie odtwarzania sił zbrojnych.

22 maja
- Podniesiono banderę na niszczycielu ORP „Krakowiak”.

26 maja
- W zatopieniu pancernika „Bismarck” brał udział polski kontrtorpedowiec „Piorun”[4]}.

30 maja
- PMW przekazano niszczyciel eskortowy HMS „Oakley”.

## Czerwiec
20 czerwca
- Generał Władysław Sikorski podpisał rozkaz o ustanowieniu Znaku Spadochronowego[6].

22 czerwca
- Podczas lotu na osłonę wyprawy bombowej piloci 303 Dywizjonu w rejon Hazebrouck zestrzelili w walkach powietrznych 8 samolotów niemieckich Me-l09 bez własnych strat[1].

25 czerwca
- Związek Walki Zbrojnej stał się oficjalnie częścią składową Polskich Sił Zbrojnych[2].

30 czerwca
- Opuszczono banderę na ORP „Gdynia” i zwrócono ten okręt Polskiej Marynarce Handlowej.

## Lipiec
Władze Polskich Sił Powietrznych na Zachodzie rozpoczęły wydawanie w Londynie miesięcznika pt. „Myśl Lotnicza”, który nawiązywał formułą do przedwojennego wojskowego „Przeglądu Lotniczego” i był redagowany na wysokim poziomie, ukazywał się do 1946 r. Pierwszy zespół redakcyjny tworzyli: kpt. dypl. Francuzek Kalinowski. kpt. dypl. A. Kasprzyk por. inż. Tadeusz Królikiewicz, kpt. dypl. M. Filipowski (sekretarz).
3–4 lipca
- W Moskwie przebywał z wizytą gen. Władysław Sikorski, podczas której zapowiedział udział wojsk polskich w walkach na froncie wschodnim u boku Armii Radzieckiej[4]}.

16 lipca
- Na Stacji Lotniczej Swinderby Naczelny Wódz gen. Władysław Sikorski wręczył PSP sztandar wykonany w okupowanym kraju przez mieszkanki Wilna[1].

30 lipca
- Generał Władysław Sikorski podpisał w Londynie układ pomiędzy emigracyjnym rządem polskim a Związkiem Radzieckim[4]}.

## Sierpień
4 sierpnia
- Generał Władysław Anders został dowódcą Polskich Sił Zbrojnych w ZSRR.

14 sierpnia
- Podpisano polsko-radziecką umowę wojskową, będącą uzupełnieniem układu z 30 lipca 1941, która przewidywała zorganizowanie w ZSRR armii polskiej[4]}.

18 sierpnia
- Na lotnisku w Exeter utworzono 2 Polskie Skrzydło Myśliwskie, jego pierwszym dowódcą został mjr pil. Stanisław Brzezina[1].

20 sierpnia–10 grudnia
- W obronie Tobruku brała udział Brygada Karpacka[4]}.

## Wrzesień
Utworzono Wachlarz.
W skład Związku Walki Zbrojnej weszły Tajna Armia Polska i Konfederacja Zbrojna.
Powstał Związek Walki Wyzwoleńczej, a jej pionem wojskowym kierował Marian Spychalski}.
6 września
- Pułkownik dyplomowany Janusz Albrecht popełnił samobójstwo.

23 września
- w Kingseraig w Szkocji powstała 1 Polska Samodzielna Brygada Spadochronowa, a jej dowódcą został płk Stanisław Sosabowski.

## Październik
9 października
- Naczelny Wódz gen. Sikorski rozkazem z 9 października 1941 przemianował 4 Kadrową Brygadę Strzelców na 1 Samodzielną Brygadę Spadochronową.

10 października
- Generał Sikorski polecił zorganizowanie sieci wywiadu na tyłach frontu wschodniego[2].

30 października
- Komendant Związku Walki Zbrojnej wydał rozkaz o podstawach prowadzenia akcji scaleniowej[2].

## Listopad
4 listopada
- W New London podniesiono polską banderę na okręcie podwodnym ORP „Jastrząb”.

7 listopada
- Odbył się pierwszy lot załogi polskiej przy brytyjskim 138 Dywizjonie z Wielkiej Brytanii do okupowanej Polski w celu dokonania zrzutów dla Armii Krajowej[1].
- W powiecie skierniewickim zrzucono cichociemnego majora Jana Piwnika ps. „Ponury”[7].

## Grudzień
Komendant główny Związku Walki Zbrojnej wydał rozkaz nr 54 o zasadach i celach organizacji.
11 grudnia
- Cztery dni po japońskim nalocie na amerykańską bazę Pearl Harbor, Prezydent RP Władysław Raczkiewicz ogłosił, że Rzeczpospolita Polska znalazła się w stanie wojny z Imperium Japońskim[8] → Atak na Pearl Harbor.